# Túpolev PAK DA
El Túpolev PAK DA es un diseño de bombardero estratégico ruso de nueva generación, desarrollado por la Oficina de Diseño Túpolev. El acrónimo PAK DA significa Перспективный авиационный комплекс дальней авиации (en ruso) (Perspektivnyi Aviatsionnyi Kompleks Dalney Aviatsyi), es decir "Complejo Aéreo Prospectivo para la Aviación de Largo Alcance". El PAK DA fue planeado para ser un nuevo bombardero estratégico furtivo que podrá volar a velocidad supersónica, y se espera que pueda ser entregado en 2025-2030.
Según el informe Izvestia de 2020, se esperaba que tres prototipos del PAK DA estén listos para las pruebas preliminares en abril de 2023, y las pruebas estatales comenzarían en febrero de 2026. Se espera que la aeronave entre en producción en serie en 2027. Debido a la modernización en curso de la actual flota de bombarderos de Rusia y compras masivas de Tu-160M2 mejorados, se cree que el Ministerio de Defensa de Rusia adquirirá inicialmente sólo una pequeña cantidad de bombarderos PAK DA.
Los parámetros técnicos del PAK DA incluyen velocidad subsónica, alcance operativo de 12 000 km y la capacidad de permanecer continuamente en el aire hasta 30 horas mientras transporta cargas útiles convencionales y nucleares de hasta 30 toneladas. Se espera que la aeronave funcione con 4 tripulantes a bordo.

## Diseño y desarrollo

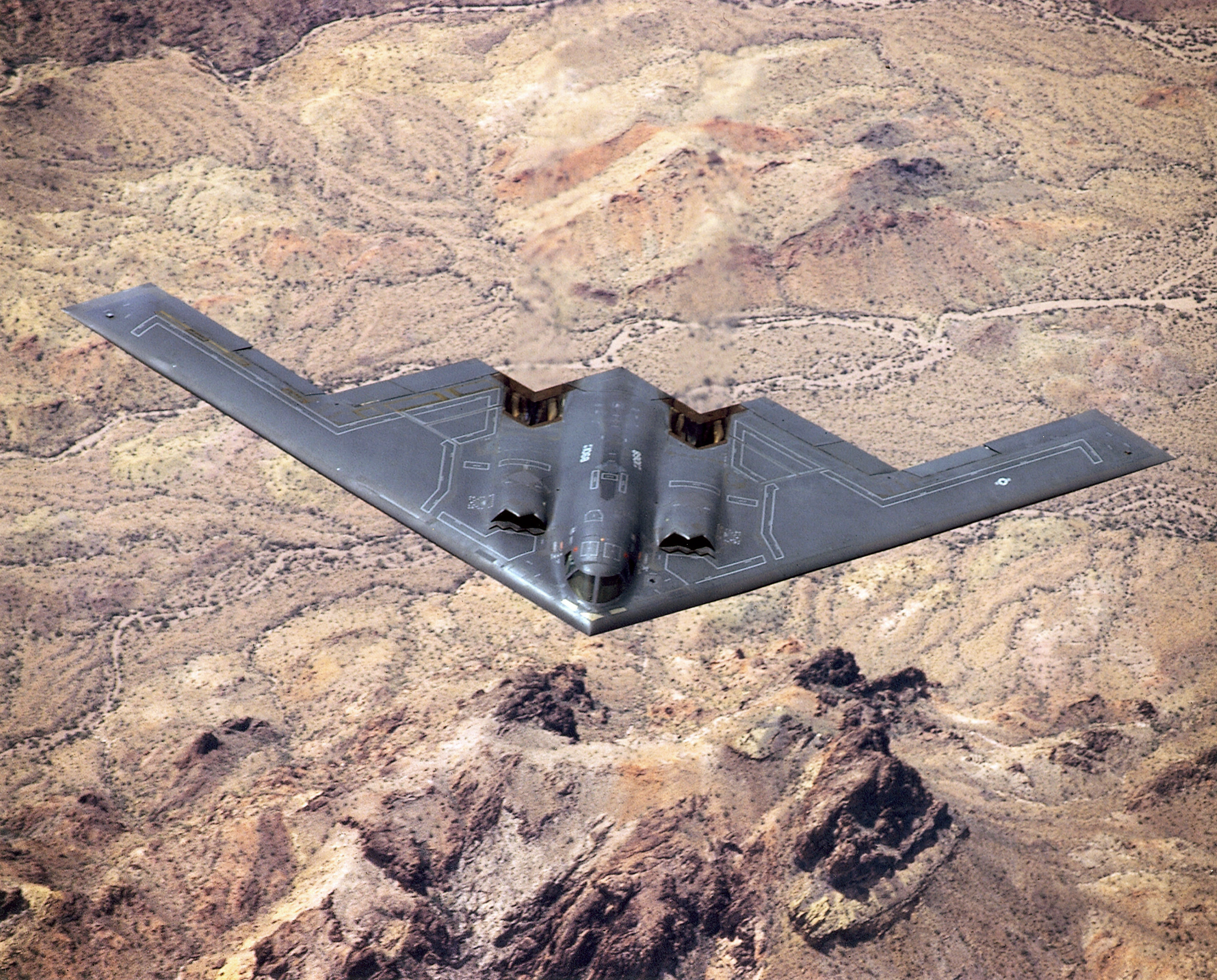
Primer vuelo público del B-2 en 1989, el nuevo bombardero PAK DA tendrá un diseño parecido.

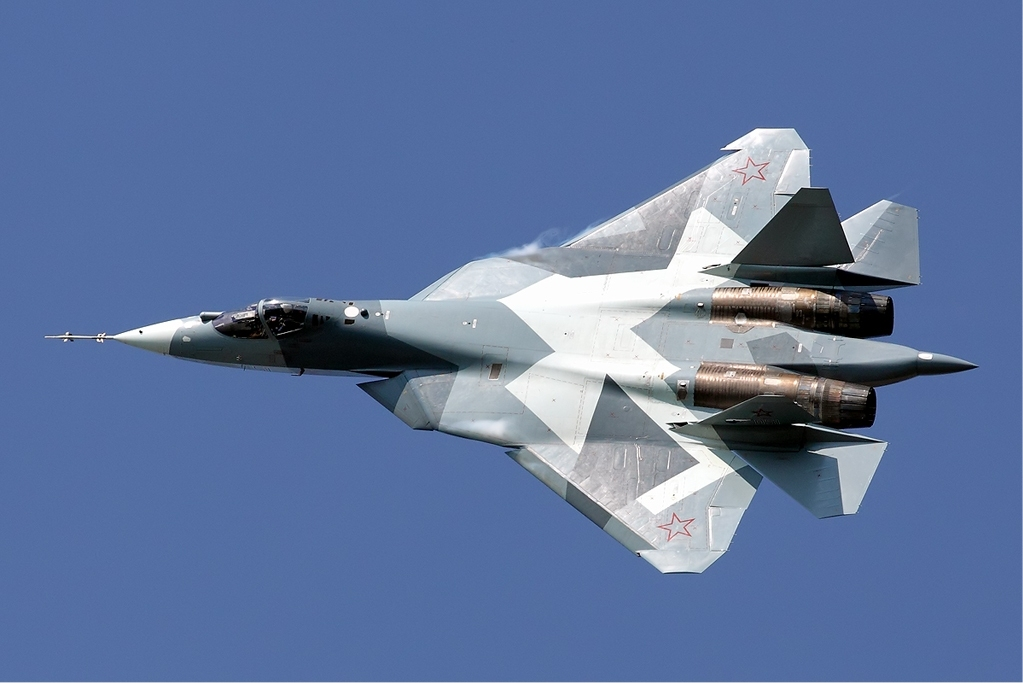
Caza furtivo Su-57 que volará junto al nuevo bombardero PAK-DA.

Esta aeronave debe ser capaz de lanzar todas las armas existentes y futuras, deben estar equipados con lo último en comunicaciones y guerra electrónica, y además tener una baja firma radárica con un diseño furtivo.
El proyecto para el diseño y construcción de este moderno bombardero estratégico será para el reemplazo programado del bombardero subsónico Tu-95, el supersónico Tu-22M, que está al límite de su vida operativa, y en el futuro, para reemplazar al más moderno avión supersónico Tu-160, que aunque es un avión relativamente nuevo en el inventario de la Fuerza Aérea de Rusia, ya se está preparando su reemplazo programado antes del año 2020, con un nuevo avión supersónico de 4 motores y 2 timones verticales de cola, que será más económico de operar, de bajo coste de mantenimiento y bajo coste de vuelo por hora, tendrá un fuselaje de menor tamaño, alas de geometría variable y capacidad furtiva.
La nave será operada solamente por dos tripulantes, el piloto y el operador de sistemas defensivos, sentados juntos lado a lado en una cabina biplaza ensanchada, como el diseño del bombardero supersónico Su-34 y el bombardero de diseño stealth B-2 Spirit de Estados Unidos. Esto es posible debido a los adelantos en tecnología, nuevas computadoras de vuelo y la navegación satelital del sistema GLONASS de Rusia, ya no es necesario tener una mayor tripulación para las operaciones de la nave, como en los grandes y pesados bombarderos estratégicos diseñados en el siglo pasado. 
Este nuevo proyecto de construcción de un bombardero estratégico de nueva generación y de diseño furtivo está siendo desarrollado por la Asociación de Producción de Aviones Kazan de Rusia. El acrónimo PAK DA se traduce como Avión para el futuro Complejo de Aviación de Largo Alcance de Aire (en ruso: Перспективный авиационный комплекс дальней авиации, Perspektivnyi Aviatsionnyi Kompleks Dalney Aviatsyi). 
El PAK DA es un proyecto en pleno desarrollo para la construcción de un nuevo bombardero furtivo y estratégico de largo alcance en el futuro, con capacidad de transportar misiles tácticos en una bodega interna de carga, en forma similar al bombardero supersónico Túpolev Tu-160, y volará junto al nuevo caza furtivo PAK FA.
El PAK DA tendrá un nuevo diseño aerodinámico, construido sobre la base del fuselaje central del bombardero supersónico Túpolev Tu-160, del que parece estar inspirado para su construcción y se espera que pueda bajar los costes operativos, mantenimiento, coste de vuelo por hora y de mantenimiento avanzado, para la operación de este tipo de nave, con 4 potentes motores de turbina instalados en el fuselaje central y alas de geometría variable, con una bodega interna de carga de armas instalada detrás de la cabina de mando biplaza y entre los motores, en forma de ala voladora similar al bombardero invisible biplaza Northrop Grumman B-2 Spirit, para poder reemplazar definitivamente al viejo bombardero pesado de turbohélice subsónico Tu-95, del que se llegaron a construir más de 500 unidades y tiene más de 40 años en servicio activo, y al viejo bombardero supersónico bimotor Tu-22M que, aunque recientemente recibió un programa Up-grade para continuar volando por algunos años más con la designación M3, es necesario su reemplazo programado por el alto coste operativo y de mantenimiento por hora de vuelo y el coste de mantenerlo operativo durante más años, y la aparición de nuevos misiles ICBM que demostraron ser más económicos de producir y operar, y de los que se fabricaron más de 10 mil unidades para mantener la misma disuasión nuclear, que un avión bombardero totalmente operativo estacionado en las pistas militares. 
Esta moderna nave también podrá reemplazar en el futuro al bombardero supersónico más grande y moderno Tu-160, que es un avión relativamente nuevo en el inventario de la Fuerza Aérea Rusa, construido al final de la Guerra Fría y aunque no se han construido muchos, ya se estudia su reemplazo programado para el año 2017, por su alto coste de mantenimiento, coste por hora de vuelo y mantenimiento avanzado. 
El nuevo bombardero furtivo está siendo desarrollado por la "Asociación de Producción de Aviones Kazan" de Rusia, con el respaldo total del Gobierno y del primer ministro Vladímir Putin, que está presionando personalmente para que se cumplan los plazos establecidos para su fabricación. Se esperaba que tenga su primer vuelo de pruebas en 2015 y es considerado el nuevo surgimiento del proyecto experimental del bombardero T-4 de un avión bombardero supersónico de largo alcance de Ala delta, la contrapartida soviética del bombardero supersónico de largo alcance XB-70 Valkyrie de Estados Unidos, que fueron desarrollados en forma paralela en el punto más caliente de la Guerra Fría, pero que nunca se fabricaron en serie y no pasaron de los primeros vuelos de pruebas, por su alto coste de producción, hora de vuelo, mantenimiento y coste operativo.
Ahora tendrá un nuevo diseño parecido al de ala volante del bombardero invisible subsónico Northrop Grumman B-2 Spirit y al bombardero Vulcan de Reino Unido, y que además, tendrá nuevas alas de geometría variable, para poder alcanzar una mayor altitud y velocidad supersónica, al tener las alas retraídas en forma de "Ala Delta", parecido al diseño del afamado bombardero supersónico B-58 Hustler estadounidense y al bombardero supersónico Mirage IV francés, que le permiten disminuir la resistencia al aire a altas velocidades, pero que al extender las alas, podrá tener mejor prestaciones de vuelo a media y baja altitud, para controlar la nave a una menor velocidad, en los vuelos de aproximación final a la pista de aterrizaje, para poder aterrizar en pistas cortas en aeropuertos comerciales y bases aéreas militares de países amigos, en forma similar al bombardero B-1 Lancer de alas de geometría variable y al cazabombardero biplaza F-111 Aardvark.
El nuevo bombardero supersónico de Rusia volará escoltado por el caza pesado de largo alcance de "quinta generación" PAK FA, estos nuevos aviones supersónicos de diseño furtivo formarán la espina dorsal de la aviación estratégica de Rusia en el nuevo siglo. Según el comandante de la Fuerza Aérea de Rusia, el general Aleksandr Zelin, ya se ha comenzado con el trabajo en túneles de viento y diseños preliminares por computadora del nuevo bombardero supersónico de largo alcance y diseño furtivo PAK DA, proyecto de bombardero diseñado originalmente por la Oficina de diseño Miasíshchev en la Guerra Fría y que nunca se pudo construir en serie, por tener un diseño muy avanzado para su época y fue seleccionado el Túpolev Tu-160 para su construcción en serie; el nuevo avión es diseñado especialmente para volar junto al caza furtivo PAK FA. Los requisitos se formulan y muchas empresas de alta tecnología de Rusia están implementando planes, soluciones técnicas y aplicaciones de nuevas tecnologías y materiales para su construcción.
El mayor general Anatoly Zhikharev ha declarado que el nuevo bombardero furtivo PAK DA reemplazará al bombardero subsónico de turbohélice Túpolev Tu-95, al supersónico Tu-22M y en forma programada al moderno supersónico Túpolev Tu-160. El concepto PAK DA se basa en la capacidad de tener un avión bombardero estratégico de vuelo supersónico, que pueda volar a mayor altitud y velocidad que el anterior diseño de bombardero Tu-160, y podría alcanzar altitudes de la estratósfera (50 000 metros), con funciones de ocultación a las señales de radar sobre territorio enemigo, para evitar que las defensas aéreas del enemigo lo puedan interceptar.

### Desarrollo
La primera mención del bombardero estratégico de largo alcance de próxima generación de Rusia se remonta a finales de la década de 1990, cuando habían comenzado a definirse los requisitos para este avión. En diciembre de 2007, la Fuerza Aérea Rusa entregó a la Oficina de Diseño Túpolev el primer conjunto de requisitos técnicos y tácticos para un nuevo bombardero estratégico y la financiación del programa comenzó en 2008. Según algunos de los primeros informes, el PAK DA iba a estar basado en gran medida en el supersónico Túpolev Tu-160, pero informes posteriores sobre el avión, incluido un discurso televisado del entonces primer ministro Vladímir Putin, parecían implicar que sería un diseño completamente nuevo.
El 3 de septiembre de 2009, el Ministerio de Defensa de Rusia adjudicó a la Oficina de Diseño Túpolev un contrato de I+D de tres años para realizar estudios para el nuevo bombardero de largo alcance. Según el presidente y diseñador general de Túpolev, Ígor Shevchuk, "este debería ser un avión fundamentalmente nuevo, basado en soluciones conceptualmente nuevas".
En junio de 2012, el entonces vice primer ministro Dmitri Rogozin cuestionó la necesidad de un nuevo bombardero de largo alcance, señalando los avances en la tecnología de defensa aérea y antimisiles, diciendo que "estos aviones no llegarán a ninguna parte. Ni los nuestros, ni los de ellos". El jefe del Estado Mayor, Nikolai Makarov, respondió afirmando que los trabajos estaba en curso y que el diseño era superior al de los aviones estadounidenses. El 9 de junio de 2012, el primer ministro Dmitri Medvédev declaró que el PAK DA había sido confirmado según lo planeado. El presidente ruso Vladímir Putin, en su declaración del 14 de junio de 2012, también instó a la necesidad de un nuevo bombardero de largo alcance.
En marzo de 2013, se informó que el diseño del PAK DA seleccionado sería un ala volante subsónica con énfasis en la tecnología sigilosa en lugar de velocidades supersónicas. Anatoly Zhikharev señaló que un bombardero estratégico no tripulado puede seguir al PAK DA después de 2040. El 30 de agosto de 2013, una fuente del Ministerio de Defensa ruso reveló que el PAK DA estaría equipado con tipos avanzados de armas guiadas de precisión, incluidas armas hipersónicas.
En noviembre de 2013, se tomó la decisión de acelerar los trabajos en el PAK DA y comenzar los mismos de I+D a gran escala en 2014. En febrero de 2014, el entonces viceministro de Industria y Comercio, Andrei Boginsky, declaró que Rusia estaba buscando inversión china en el proyecto.
En abril de 2014, el director de la United Aircraft Corporation (UAC) de Rusia, Mijail Pogosian, anunció que la Oficina de Diseño de Túpolev había finalizado el diseño y que el proyecto pasaba a la fase intermedia, es decir, la finalización del diseño y la construcción de un prototipo.
En marzo de 2015 se supo que la planta KAPO en Kazán fue elegida para la construcción de los prototipos y aviones de serie PAK DA. El Ministerio de Defensa ruso asignó alrededor de 5 mil millones de rublos para la reconstrucción y el reequipamiento técnico de la base de producción, con el fin de preparar la planta para la construcción del nuevo bombardero. El desarrollo del PAK DA se llevará a cabo simultáneamente con la producción en serie del Tu-160M2 mejorado, aunque esto posteriormente provocó repetidos retrasos en el programa.
En julio de 2015, representantes de United Instrument Manufacturing Corporation (UIMC), ahora parte de Roselectronics, anunciaron que la compañía está desarrollando un "sistema de comunicaciones único en su tipo" para el bombardero. El 1 de marzo de 2017, se informó que se construyó el primer modelo de tamaño completo del bombardero, entre varias maquetas a escala de diferentes configuraciones.
En julio de 2018, Corporación Unida de Motores (UEC) y Túpolev firmaron un contrato para la creación del motor del PAK DA. Según los primeros informes, se derivará del motor Kuznetsov NK-32 Nivel 2 actualizado, destinado a los Tu-160M2 modernizados. Se asignarían alrededor de 8 mil millones de rublos para el desarrollo del nuevo motor, que será producido por JSC Kuznetsov en Samara. El motor debe proporcionar al PAK DA la capacidad de realizar 30 horas de vuelo sin escalas mientras es resistente a temperaturas de -60 °C a más de 50 °C, e incluso a los efectos de una explosión nuclear. Se espera que su vida útil sea de 12 a 21 años. Las primeras pruebas del motor PAK DA se llevarán a cabo en 2020 y se completarán a fines de 2021.
En febrero de 2019 se aprobó el borrador final de PAK DA y se firmaron todos los documentos para la construcción del bombardero. La construcción de los primeros componentes de la aeronave comenzó a finales de 2019. El 26 de mayo de 2020, ITAR-TASS informó sobre el inicio de la construcción del primer bombardero PAK DA con referencia a fuentes anónimas. Aún según TASS, citando otra fuente en la industria aeronáutica, el primer prototipo del PAK DA estaría terminado a principios de 2023.
El 23 de diciembre de 2020 se informó que UEC estaba en las etapas finales de completar el primer motor prototipo para el PAK DA, con pruebas de banco que se realizarían en 2021. El nuevo motor fue diseñado digitalmente, lo que hizo posible fabricar rápidamente el primer ejemplar. El 24 de diciembre de 2020, según una fuente de TASS en el complejo militar-industrial ruso, se informó que ahora se estaban ensamblando varios PAK DA al mismo tiempo en la planta de aviones de Kazan. La fuente dijo que ya se están lanzando a producción dos o tres prototipos.
El 22 de julio de 2021, el director general de NPP Zvezdá anunció en la exhibición aérea MAKS de 2021 que los asientos eyectables para PAK DA estaban en desarrollo y deberían entregarse a Túpolev en 2023. La fase de pruebas de la expulsión de los asientos del PAK DA comenzó en octubre de 2022, según el director general de NPP Zvezdá. El 2 de agosto de 2021 se anunció que se estaba desarrollando un nuevo misil de crucero hipersónico con capacidad nuclear de largo alcance, el Kh-95, que se instalaría dentro de la bodega de armas del PAK DA. El 25 de noviembre de 2021 se informó que el primer prototipo del PAK DA estaba en la etapa final de ensamblaje y comenzaría las pruebas en tierra en 2022, con el primer vuelo programado para finales de 2024 o principios de 2025.
El 16 de marzo de 2022, Túpolev publicó una patente para una toma de aire del motor para aviones furtivos de ala voladora, incluidas ilustraciones de dicho avión.
El 13 de mayo de 2022, una planificación de producción de la Corporación Aeronáutica Unida en la planta de Voronezh Aircraft Production Association mostró que la producción de componentes para 6 PAK DA estaba en curso. La planificación también confirmó que aún se esperaba que se construyeran varios prototipos del PAK DA entre 2023 y 2026. El vice primer ministro ruso, Denis Manturov, justificó aún más el trabajo en el cronograma, y explicó que las sanciones posteriores a la invasión rusa de Ucrania en 2022 no afectarán al momento de la creación del PAK DA, ya que el bombardero no contiene componentes extranjeros. De manera similar, el 10 de agosto de 2023, víspera del Foro Técnico-Militar Internacional "Ejército-2023", Vladimir Artyakov, primer director general adjunto de Rostec, afirmó que "el trabajo en el proyecto PAK DA se lleva a cabo en el modo establecido según el cronograma aprobado", lo que significa que el primer prototipo debería implementarse en adelante en 2023.

### Controversia
Recientemente se informó que el proyecto del bombardero supersónico tripulado PAK DA, actualmente en desarrollo en Rusia, no tendrá capacidad de velocidad hipersónica, vuelo sobre 5 veces la velocidad del sonido y una altitud de más de 30 km. Dicho por el teniente general Anatoly Zhikharev, en aparente contradicción con las afirmaciones de vice primer ministro Dmitry Rogozin a principios de este año.
El primer vuelo de pruebas del prototipo del PAK DA debe entrar en servicio en 2020, pero para lograr el vuelo hipersónico con velocidades que se refiere a Mach 5 y superiores, que por lo general y en teoría, solamente podría ser generada utilizando la tecnología de propulsión avanzada en el futuro, como estatorreactor o motores scramjet en una nave no tripulada de combate o un misil de largo alcance. Ninguna nave tripulada ha volado con esas tecnologías, que están en la vanguardia de la industria aeroespacial, sería de muy alto coste de desarrollo y mantenimiento para una nave tripulada. 
El presidente Vladímir Putin ordenó el desarrollo inicial del nuevo bombardero de largo alcance para la aviación estratégica, "Tenemos que desarrollar el trabajo en el nuevo PAK DA avión bombardero de largo alcance para la Aviación de Largo Alcance, la tarea no es fácil desde el punto de vista científico-técnico, pero es necesario empezar a trabajar".
El diseño original del PAK DA tendría vuelo supersónico y aunque no se ha definido su diseño final y velocidad máxima, podrá lanzar naves de vuelo hipersónico no tripuladas y misiles desde su bodega de carga interna, en forma similar al desarrollo de la nave X-43, X-51, Falcon, HiFire y programas HyFly de naves hipersónicas no tripuladas de la Fuerza Aérea de Estados Unidos (USAF), considerada la amenaza que plantea la perspectiva de trabajo para el desarrollo de una nave hipersónica no tripulada en el futuro.
La tecnología de vuelo hipersónico es más propensa a ser relevante para un futuro misil lanzado desde el aire, como una nave no tripulada de combate hipersónica, en lugar de que se lance desde una base en tierra como un avión tripulado de alto coste de desarrollo y mantenimiento, debido a que se deberán fabricar grandes cantidades de estos aviones.
Recientemente, la elección podría darse por un avión bombardero subsónico con amplio uso de la tecnología furtiva stealth, la nave tendría la configuración de ala volante y debido a lo complejo de este diseño, no sería capaz de superar la barrera del sonido, la decisión también podría estar basada en los recientes planes de modernización del bombardero supersónico Túpolev Tu-160, que continuará volando hasta más allá del año 2020 y se construirán nuevas unidades en los próximos años.

## Especificaciones (versión supersónica)
Referencia datos: paralay.com

### Características generales
- Tripulación: Dos
- Peso útil: 24 000 kg (52 896 lb)
- Peso máximo al despegue: 124 000 kg (273 296 lb)
- Planta motriz: 4× turbofán AL-41F1.
- Capacidad de combustible: 50 000 kg

### Rendimiento
- Velocidad máxima operativa (Vno): Mach 2,5
- Velocidad crucero (Vc): Mach 2
- Alcance: 12 000-15 000 km
- Techo de vuelo: 20 000 m (65 617 ft)

## Aeronaves relacionadas

### Aeronaves similares
- Xian H-20
- Northrop Grumman B-2 Spirit
- Northrop Grumman B-21 Raider